# Шоколад
Тази статия е за сладкарското изделие шоколад. За филма вижте Шоколад (филм)
Шоколадът е хранителен продукт – сладкарско изделие, произвеждан от ферментирали, изпечени и смлени семена от какаово дърво. Основните съставки на шоколада са какаовата маса (сухата част на какаовите семена) и какаовото масло (мазнините в семената). Натуралният шоколад се произвежда от тези две съставки, като се добавя и подсладител, най-често захар. Допълнително в шоколада могат да се съдържат мляко (получава се млечен шоколад), различни видове ядки (лешници, бадеми), стафиди, както и други плодови пълнежи. Само от какаово масло, без да се добавя какаова маса, се произвежда бял шоколад. Предлага се и аериран шоколад, съдържащ известно количество въздух под формата на мехурчета.
3/4 от производството на какао днес е в Западна Африка. Какао се произвежда поне от 3000 години в Мексико, Централна и Южна Америка, като най-ранният документ за това е отпреди 1100 г. пр.н.е. Консумацията на шоколад в умерени количества може да намали кръвното налягане. Станало е традиция на много празници да се подаряват предмети изработени от шоколад. Най-често на рожден ден се подаряват шоколадови бонбони, по Великден шоколадови яйца и шоколадови зайчета, за Деня на любовта шоколадови сърца и други.

## Етимология
Едно от предположенията е, че наименованието „шоколад“ произлиза от думата „chocolatl“ на ацтекския език науатъл („xococ“ – горчив и „atl“ – вода или напитка).
Ацтеките свързват шоколада с Шочикетсал, богинята на фертилността у жената. Маите също го свързват с плодородието. Мексикански лингвисти предполагат, че испанците са изобретили думата, съчетавайки термина chocol и заменяйки думата haa (на езика на маите вода) с тази на езика на ацтеките atl. Все пак изглежда по-вероятно ацтеките сами да са измислили тази дума. От друга страна думата xocoatl не се среща в ранния испански език. На езика на маите глаголът chokola'j, който означава да пием шоколад заедно също е предлаган като вероятност за произхода на думата шоколад. В спорно изследване, други лингвисти отбелязват, че оригиналното изписване е по-скоро chicolatl отколкото chocolatl, означаващо разбита напитка.

## Производство
Процесът за създаването на един шоколад започва със събирането на узрелите шушулки от какаовото дърво. Те се отрязват от дървото с мачете или се свалят с пръчка, отварят се и от тях се изстъргват какаовите зърна, които се оставят на куповее за няколко дни да ферментират и след това се разстилат на открито в продължение на 5 – 7 дни (в зависимост от времето), за да изсъхнат. Трябва да се внимава да се събират само узрелите плодове, защото ако не са достатъчно узрели, не съдържат достатъчно количество масло, а също така не могат да ферментират, а именно тяхното ферментиране създава специфичния вкус на шоколада. Изсушените какаови зърна се почистват и изпичат, за да се отпуснат обвивките им и след това се „издухват“ от тях, след което ядката на зърното се разчупва на малки парченца и се смилат в каменна мелница, маслото от тях се отделя и масата се превръща в „шоколадов ликьор“ (наименованието е подвеждащо, тъй като тази субстанция не съдържа алкохол). След като се втвърди, се превръща в горчивия натурален шоколад, който се използва за готвене, след което се пренася в шоколадените фабрики, в които се създават различни видове шоколад. Това става като към шоколадения ликьор се добавят захар и други съставки в зависимост от вида на шоколада, който ще се прави.
- Млечен шоколад се прави от какаово масло и шоколадов ликьор в различни пропорции, захар и пълномаслено мляко
- Черен шоколад се прави от същите съставки, но не съдържа мляко
- Белият шоколад се прави от какаово масло, мляко и захар и не съдържа шоколадов ликьор

Смесването на съставките може да продължи до няколко часа, след което сместа се изсушава на отделни парчета, които се разбиват с какаово масло, когато шоколада се рафинира.
Какаовото масло се извлича от мазнините, които се отделят при пресоването на смлените парченца от какаови ядки. То е страничен продукт от процеса на производство на какао. Използва се не само в производството на сладък шоколад, но също и в козметиката, ароматерапията и медицината. След като се извлече какаовото масло, остатъка от субстанцията се смила много фино и се превръща в какао.
При рафинирането сместа многократно преминава през рафиниращи валяци, които стриват малките парченца и добива плътно течно състояние. Колкото повече се рафинира шоколада, толкова по мек и гладък става. Рафинираният шоколад се разбива в специални машини в които се отстраняват влагата и киселинността му. Нежеланите аромати се неутрализират, а желаните се подсилват. Тази техника е създадена от Рудолф Линд през 1897 година в Швейцария и се нарича конширане.
За да стане гладък и блестящ, шоколадът се темперира. Ако не се направи това, в него ще се образуват кристали, повърхността му ще е на зрънца, а какаовото масло ще образува сиво-бял цвят на повърхността и ще се отдели от останалата маса (както каймакът се отделя от млякото). Темперирането е процес на затопляне и охлаждане, той стабилизира продукта и допринася за приятното топене в устата, гладката му, бляскава повърхност и го прави по-траен. След темперирането шоколадовата смес се оформя като шоколадов бонбон, шоколадово блокче или друг шоколадов десерт.
Шоколадът е много чувствителен към температура и влажност. Идеалната температура за съхранение е между 15 и 17 °C с влажност под 50%. Трябва да се държи далече от други храни, защото обикновено поема други миризми. Най-често шоколадът се държи и на тъмно, което може да се осъществи със завиването му в хартия. Не бива да се слага в хладилник, защото това води до обезцветяването му вследствие влажността, резултат от излизането на повърхността на кристали на мазнините и захарта.